# 11:30 P.M.
11:30 P.M. (o Eleven-Thirty P.M.) è un cortometraggio muto del 1915 diretto da Raoul Walsh.

## Produzione
Il film fu prodotto dalla Majestic Motion Picture Company.

## Distribuzione
Distribuito dalla Mutual Film, il film - un cortometraggio in due bobine - uscì nelle sale cinematografiche statunitensi il 23 maggio 1915.